# Nike van der Let
Nike van der Let (* 1985) ist eine österreichische Schauspielerin, Sprecherin, Sängerin, Songwriterin, Lyrikerin und Autorin.

## Leben
Nike van der Let wurde 1985 als Tochter des Regisseurs, Produzenten und Autors Petrus van der Let und der Rechtsanwältin, Dolmetscherin und Übersetzerin Zoe van der Let-Vangelatou in Wien geboren und hat im Jahr 2003 mit Auszeichnung an der Theresianischen Akademie in Wien maturiert. Nach Studien an der Universität in Wien hat Nike van der Let im Jahr 2010 das Max Reinhardt Seminar in Wien in der Meisterklasse von Maria Happel mit Auszeichnung abgeschlossen.
Nike van der Let war unter anderem in Fernsehfilmen des ORF, ZDF und der ARD zu sehen.

## Filmografie
- 2006: SOKO Donau (Krimiserie, Folge Stille Wasser)
- 2010: Die Steintaler
- 2010: Der Winzerkönig (Fernsehserie, 3 Folgen)
- 2010–2012: Vier Frauen und ein Todesfall (Fernsehserie, 11 Folgen)
- 2011: Männer ohne Kopf und Kragen
- 2011: Der Wettbewerb (Fernsehfilm)
- 2012: SOKO Kitzbühel (Krimiserie, Folge Tod im Internat)
- 2012: Vatertag
- 2012: Schafkopf
- 2013: Kommissar Rex (Eiszeit)